# David Broberg
David Hans Peter Jørgen Broberg (* 7. April 1928 in Qeqertarsuaq; † unbekannt) war ein grönländischer Landesrat.

## Leben
David Broberg war der Sohn des Jägers Vilhelm Hans Johan Josef Broberg (1886–?) und seiner Frau Justine Juliane Regine Jeremiassen (1886–?). Er war Fischer in Qeqertarsuaq, als er 1967 für eine Legislaturperiode bis 1971 in den grönländischen Landesrat gewählt wurde. 1971 wurde er wiedergewählt und blieb somit noch bis 1975 Mitglied des Landesrats.